# Bailliage de Büren
1393–1798
Entités précédentes :
- Seigneurie de Strassberg

Entités suivantes :
- District de Büren

Le bailliage de Büren est un bailliage du canton de Berne qui a été créé lors du partage de la seigneurie de Straßberg entre Berne et Soleure en 1393.

## Histoire
Le bailliage est composé à sa création notamment des actuelles communes de Arch, Büren an der Aare et Rüti bei Büren.
Berne acquiert la basse juridiction sur Wengi en 1501 et l'ajoute au bailliage de Büren.